# 昭和の森 (豊田市)
昭和の森（しょうわのもり）は、愛知県豊田市西中山町にある公園である。愛知県緑化センターに隣接している。

## 概要
昭和の森は、昭和天皇在位50周年を記念して整備された公園である。1981年（昭和56年）4月に開園した。
野外レクリエーションやバーベキュー、野鳥観察、森林浴が楽しめる。また、森林浴の森100選に選ばれている。

## 施設
記念の森
1979年（昭和54年）の全国植樹祭にて昭和天皇・香淳皇后が植樹をした場所。
友好の森
愛知県の姉妹都市である中国の江蘇省とオーストラリアのビクトリア州との友好を祈念してつくられた。
学習の森
湿地になっており，各種の野草を観察できる。
体育の森
フィールドアスレチック施設がある。
野鳥の森
野鳥観察ができる散策路が設置されている。
ふるさとの森
自然林の散策ができる。
野外生活の森
交流館やバーベキュー場がある。春には花見（桜）が楽しめる。

## 交通アクセス
- 名鉄三河線 豊田市駅からとよたおいでんバス「上仁木」または「藤岡中学校前」行き（西中山経由）で「西中山」停留所下車。
- 猿投グリーンロード 中山インターチェンジより車で約5分。
- 東海環状自動車道 豊田藤岡インターチェンジより車で約5分。